# 田名部川
田名部川（たなぶがわ）は、青森県下北半島を流れ陸奥湾に注ぐ二級河川。田名部川水系の本流である。大川とも呼ばれる。

## 地理
青森県下北郡東通村の朝比奈平に源を発し北に流れ、東通村大字目名付近で南西に向きを変える。むつ市田名部地区を流れ、むつ市港町地区とむつ市真砂町地区の境界から陸奥湾に注ぐ。地元では昔から「田名部横町の川の水飲めば八十婆様も若くなる」という言い伝えがあるが、現在の田名部川下流には大量の生活排水が流れ込み、水質はあまり良いとは言えない。

## 流域の自治体
青森県
下北郡東通村、むつ市

## 支流
- 青平川
- 新田名部川（分流） - 水害対策のために開削された放水路。